# MBS京都プロジェクト
MBS京都プロジェクト（エムビーエスきょうとプロジェクト）とは、毎日放送 (MBS) が制作・放送・開催する、京都府の伝統や美術に関する番組・イベントなどの総称である。

## MBS京都の日
毎年11月23日を京都の日と定め、特別番組を放送している。

### 主な放送番組
- 真実の料理人（特別番組を放送）
- ちちんぷいぷい（京都からの生放送）
- 水野真紀の魔法のレストラン（京都特集）

## 2007年春
2007年5月19日（土曜）には『MBS京都スペシャル』として、9時25分（実質11時58分）から17時30分までの間に複数の特別番組を放送した。
- せやねん! 京都秘（まるひ）の美SP 雅＆角のブラブラどこいこ!? (11:58 - 13:54)
  - 『せやねん!』メインパーソナリティのトミーズ雅と『ちちんぷいぷい』メインパーソナリティの角淳一が、「京都の美」をテーマに町を練り歩く。途中、「スタア祇園の隠れ家」「京大生100人が教える！劇うまラーメンキング」などの情報もVTRで紹介。その他の出演者は里見浩太朗、未知やすえ、松井愛（MBSアナウンサー）、チュートリアル、ロザン、千鳥。
- よしもと新喜劇 京都スペシャル (13:54 - 14:54)
- クイズ！京都No.1決定戦 (14:54 - 17:00)
  - 『クイズなんでもNo.1決定戦』の大阪版である『クイズ！大阪No.1決定戦』の京都版で、古都にちなんだクイズ100題が出題される。出演者はトミーズ、上泉雄一（MBSアナウンサー）、北川弘美、ブラックマヨネーズ、レイザーラモンHG。
- 暮らしカルマガジン みかさつかさ 京都特集 (17:00 - 17:30)

各番組の間には、野村啓司（MBS専属パーソナリティ）と西村麻子（MBSアナウンサー）が京都から中継出演していた。
5月14日 - 5月18日には、『ちちんぷいぷい』内の企画「ぷいぷい物産 いっぺんぜひ！」でも京都特集が行われた。

## 番組
- 美の京都遺産

## インターネット
MBS公式サイト内には、本プロジェクトの特設ページ京都見聞録が設けられていた。このページには、特番と京都に関する情報や関連コラムなどが掲載されていた。